# NGC 4819
NGC 4819 est une galaxie spirale barrée située dans la constellation de la Chevelure de Bérénice. Sa vitesse par rapport au fond diffus cosmologique est de 6 718 ± 19 km/s, ce qui correspond à une distance de Hubble de 99,1 ± 6,9 Mpc (∼323 millions d'al). NGC 4819 a été découverte par l'astronome germano-britannique William Herschel en 1785.
La classe de luminosité de NGC 4819 est I et c'est une galaxie LINER, c'est-à-dire une galaxie dont le noyau présente un spectre d'émission caractérisé par de larges raies d'atomes faiblement ionisés.

## Groupe de NGC 4889
NGC 4819 fait partie du groupe de NGC 4889, la galaxie la plus brillante de ce groupe. Ce groupe de galaxies compte au moins 18 membres. Les autres galaxies du groupe sont NGC 4789, NGC 4807, NGC 4816, NGC 4827, NGC 4839, NGC 4841, NGC 4848, NGC 4853, NGC 4874, NGC 4889, NGC 4895, NGC 4911, NGC 4926, NGC 4944, NGC 4966, NGC 4841A et UGC 8017 (noté 1250+2839 dans l'article de Mahtessian pour CGCG 1250.4+2839).
Steinicke donne la désignation " DRCG 27 - ... " à dix des galaxies du groupe de NGC 4889 : NGC 4839, NGC 4841, NGC 4841A, NGC 4848, NGC 4853, NGC 4844, NGC 4889, NGC 4895, NGC 4911 et NGC 4926. Cette désignation indique que ces galaxies figure au catalogue des amas galactiques d'Alan Dressler. Le nombre 27 correspond au 27 amas du catalogue, soit Abell 1656 (l'amas de la Chevelure de Bérénice), et le nombre qui le suit (après le trait d'union) indique le rang de la galaxie dans la liste.
La désignation ABELL 1656:[GMP83] 5437 par la base de données NASA/IPAC indique aussi que NGC 4819 est aussi un membre d'Abell 1656 et donc de l'amas de la Chevelure de Bérénice. Elle figure dans le catalogue de Godwin, Metcalfe et Peach publié en 1983.